# Magomied Azizow
Magomied Kurbanowicz Azizow (ros. Магомед Курбанович Азизов, ur. 20 maja 1969 w Machaczkale) – radziecki i rosyjski zapaśnik w stylu wolnym.
Dwukrotny olimpijczyk. Piąty na Igrzyskach w Barcelonie 1992 i Atlancie 1996. Rozpoczynał karierę w barwach ZSRR. Na Igrzyskach w Barcelonie reprezentował WNP a od 1993 zawodnik Rosji.
Czterokrotny uczestnik Mistrzostw Świata, trzykrotny medalista, złoty w 1994. Pięć razy brał udział w Mistrzostwach Europy, zdobył cztery złote medale w 1993, 1995-97. Drugi w Pucharze Świata w 1995. Trzeci na Igrzyskach Dobrej Woli w 1998 roku.
Mistrz WNP w 1992 roku. Wicemistrz Rosji w 1993.